# مازة خريدة (سررود الجنوبي)
مازة خریدة (بالفارسية: مازه خریده) هي قرية تقع في إيران في قسم سررود الجنوبي الريفي. يقدر عدد سكانها بـ 291 نسمة بحسب إحصاء 2016.